# Kanonbåtskriget
Kanonbåtskriget (1807–1814) (danska: Kanonbådskrigen, engelska: Gunboat War) var en period av krigshandlingar till sjöss mellan Danmark-Norge och Storbritannien i samband med Napoleonkrigen. Sjökriget har fått sitt namn av att Danmark använde små kanonbåtar mot Storbritanniens flotta. I Skandinavien räknas det som en del av de så kallade englandskrigen, som började med slaget vid Köpenhamn 1801.